# Isabelle Eberhardt
Isabelle Eberhardt (Ginevra, 17 febbraio 1877 – Aïn Séfra, 21 ottobre 1904) è stata un'esploratrice e scrittrice svizzera di origini russe che visse e viaggiò in Nord Africa.

## Biografia
Nata in una famiglia benestante, si liberò dalle convenzioni morali europee e, avvalendosi della libertà derivata dal portare abiti maschili, si addentrò nella cultura nordafricana, riportando le sue ispirate esperienze in diversi libri. Morì in Algeria a causa di un'improvvisa inondazione.

## Opere pubblicate in Italia
- Nel paese delle sabbie (Ibis)
- La via del deserto. 2 voll. (Ibis)
- Sette anni nella vita di una donna. Lettere e diari (Guanda)
- Scritti sulla sabbia (Mursia)
- Voglia d'Oriente (Bompiani)
- Il Respiro della notte. Ed altri racconti d'Africa, RIPOSTES, 2001

## Film
Nel 1991 sulla sua vita è stato anche realizzato il film Isabelle Eberhardt diretto da Ian Pringle, con Mathilda May nel ruolo dell'esploratrice e Peter O'Toole nel ruolo del generale francese Lyautey incaricato di sedare le tribù nomadi ribelli.